# Buddhismus in Österreich

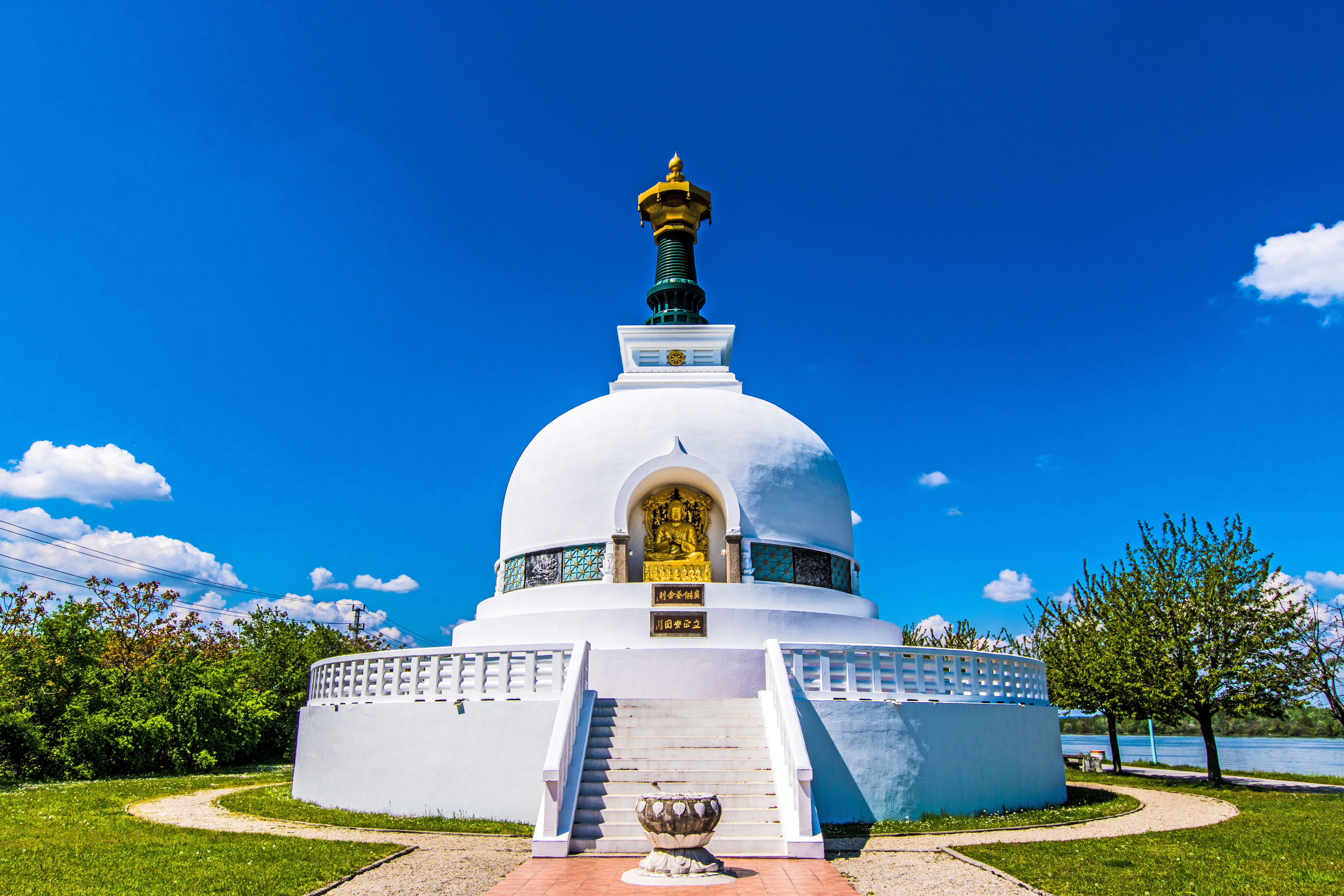
Friedenspagode Wien

Der Buddhismus in Österreich ist eine seit 1983 staatlich anerkannte Religionsgemeinschaft. Österreich war das erste Land in Europa, das den Buddhismus offiziell als Religion anerkannte. Vertreten wird der Buddhismus in Österreich von der Österreichischen Buddhistischen Religionsgesellschaft (ÖBR). Im Jahr 2001 bekannten sich rund 10.000 in Österreich lebende Personen zum Buddhismus.

## Zahl der Buddhisten
Die Österreichische Buddhistische Religionsgesellschaft hat etwa 3000 Mitglieder. Im Jahr 2001 bekannten sich mehr als 10.000 in Österreich lebende Personen zum Buddhismus; das war das letzte Mal, dass bei einer Volkszählung das Religionsbekenntnis erfragt wurde. Gerhard Weißgrab, der Präsident der Buddhistischen Religionsgesellschaft schätzte 2008 die Zahl der „dem Buddhismus ernsthaft Nahestehenden“ auf etwa 20.000 Menschen. Zur Zahl der Buddhisten österreichischer Abstammung müssten noch zahlreiche in Österreich lebende asiatische Buddhisten gezählt werden, wobei die Thailändische Gemeinde mit 4.400 Einwohnern (Stand Ende 2015) zu den größten buddhistischen Gemeinden gehört.

## Geschichte und Entwicklung

### Österreichisch-Ungarischen Monarchie
Allen Figuren des frühen Buddhismus in der Österreichisch-Ungarischen Monarchie voran ist Karl Eugen Neumann (1865–1915) zu nennen, der durch den deutschen Philosophen Arthur Schopenhauer und den Komponisten Richard Wagner auf den Buddhismus aufmerksam geworden war, wie viele seiner Intellektuellen Zeitgenossen. Neumann war im Mai 1884 Buddhist geworden und beschloss, sein Leben der Übersetzung der buddhistischen Originaltexte aus dem Pali-Kanon zu widmen. Der Pali-Kanon war damals selbst in die englische Sprache nur teilweise übersetzt. Daher musste Neumann bei der Übersetzung ins Deutsche Pionierarbeit leisten.
Aus der Sicht der nachfolgenden europäischen Generation von Buddhisten kann Neumanns Werk durchaus als eine epochale Meisterleistung bezeichnet werden und wurde nicht nur von zeitgenössischen Intellektuellen wie Thomas Mann geschätzt und gewürdigt. Karl Eugen Neumann starb 1915 an seinem 50. Geburtstag. Die letzten Jahre seines Lebens waren von Schicksalsschlägen und Verarmung gekennzeichnet. Er liegt auf dem Wiener Zentralfriedhof begraben. Sein völlig verwahrlostes Grab wurde in den 1950er Jahren von Mitgliedern der Buddhistischen Gemeinde Wien entdeckt und später zu einem ehrenhalber gewidmeten Grab der Stadt Wien erklärt.
Unter den wenigen Buddhisten dieser Zeit befand sich auch schon ein ordinierter Mönch. Der aus Graz stammende Arthur Fitz war 1913 in Ceylon als Bhikkhu Sono in die Sangha eingetreten. Er ist im Zuge des Ersten Weltkriegs wieder in den Laienstand getreten und später in Java verstorben.

### Die Jahre 1918–1945
Öffentliche Vorlesungen von Lehrreden und Vorträge über Grundthemen des Buddhismus sind erste Ansätze zur Bekanntmachung des Buddhismus in Österreich in der Ersten Republik. 1923 wurde durch Ing. Axel Grasel eine Buddhistische Gesellschaft in Wien gegründet. Auf dem 2. Internationalen Buddhistischen Kongress in Paris im Juni 1937 bezeichnete allerdings der Bregenzer Buddhist Hermann Lange die Möglichkeiten für eine buddhistische Arbeit in Österreich als wenig hoffnungsvoll.
Nach dem Anschluss 1938 an NS-Deutschland wurde der Buddhismus bedingt durch das intolerante Klima des Dritten Reiches und durch die dadurch erzwungene Emigration einiger Buddhisten (die teilweise aus jüdischen Familien stammten bzw. Pazifisten waren) bis 1945 fast völlig zurückgedrängt. Nur der Theravada Kreis um Anton Kropac führte gelegentliche Treffen im privaten Kreis durch und wurde so nach Ende des 2. Weltkriegs eine Anlaufstelle für die wenigen Buddhismusinteressierten, zu denen sich auch der deutsche Buddhist Helmut Klar gesellte.

### Die Jahre 1945–1960er
1949 wurde die Buddhistische Gesellschaft Wien gegründet, deren Leitung 1955 Fritz Hungerleider übernahm, der die Organisation in den nächsten zwei Jahrzehnten leitete. Hungerleider war 1938 infolge des Anschlusses als „Halbjude“ aus Österreich geflohen und lernte im Exil in Shanghai den Buddhismus kennen. Durch seine Vorträge kamen in den 1950er Jahren viele Menschen in Kontakt mit dem Buddhismus. Ab 1961 leitete Hungerleider nach einem Japan-Aufenthalt Zen-Seminare. In den 1970er und 1980er Jahren wurden von ihm Radiosendungen über die Entstehung, Verbreitung und Wesenszüge des Buddhismus im Österreichischen Rundfunk ausgestrahlt.
Der Bergsteiger Heinrich Harrer war ein weiterer Vermittler des Buddhismus. 1952 erschien sein Buch Sieben Jahre in Tibet. Später entstand eine intensive Debatte um Harrers Beziehung zum Nationalsozialismus. Österreich war durch Harrers Vermittlung im Aufnahmeprogramm tibetischer Flüchtlingskinder aktiv, sodass – neben der Schweiz – eine der größeren europäischen Diasporagemeinden entstand. Dadurch wurde der Buddhismus in Österreich im Kontext der Völkerverständigung, und nicht im Kontext der Flower-Power-Bewegung der 1960er in das Bewusstsein aufgenommen.
Die 1911 in Österreich geborene Freda Bedi, die als Nonne Karma Kechog Palmo hieß, war in den 1950er Jahren eine der ersten westlichen Frauen im tibetischen Buddhismus und wurde 1966 vom Karmapa zur Samaneri ordiniert. Sie hat das Karma Drubgyud Darje Ling Nonnenkloster für tibetische Frauen in Nordindien mit aufgebaut und starb 1977 in Sikkim.
Die Gründung einer buddhistischen Buchhandlung durch Erich Skrleta in Wien entsprach dem steigenden Bedürfnis, Werke über den Buddhismus zu lesen. Dabei wurde eine Adressenkartei von Buddhismus-Interessierten in Österreich und Süddeutschland aufgebaut.

### 1970er–1983
Nach Gründung des Buddhistischen Zentrums Wien 1976 sowie ein Jahr später der „Buddhistische Gemeinschaft Salzburg“ wurde als Dachorganisation die „Österreichische Buddhistische Union“ ins Leben gerufen.
1975 wurde das Buddhistische Zentrum Scheibbs gegründet, dessen Leitung bis 1986 Franz Ritter übernahm. Dieses sollte authentischen buddhistischen Lehrern einen Rahmen für Seminare bieten sowie neue Strömungen zur Entwicklung eines europäischen Buddhismus fördern. Das Zentrum in Scheibbs war 1976 Schauplatz des ersten Jahreskongresses der Europäischen Buddhistischen Union nach ihrer Gründung in Paris 1975. Im Jahr darauf wurde im Buddhistischen Zentrum Scheibbs von Walter Karwath, Ernst Schönwiese, Franz Ritter, Ingrid Fischer-Schreiber, Erich Skrleta und anderen die Zeitschrift Bodhibaum gegründet, die in den fast 20 Jahren ihres Bestehens der Vernetzung und Diskussion unter Österreichs Buddhisten diente. Ab 1977 war der Wiener Arzt Walter Karwath Präsident der Buddhistischen Gemeinschaft Wien und des Buddhistischen Zentrums Scheibbs. Besuche namhafter asiatischer Lehrer wie Karmapa und Geshe Rabten prägten das Bild des Buddhismus in Österreich. Im August 1982 fand eine Europäische Shintagung statt, an der Kōshō Ōtani, der Patriarch des Nishi Hongan-ji, teilnahm.
Der österreichische Zen-Mönch Genro Koudela, ein Schüler von Joshu Sasaki Roshi, kehrte 1979 in seine Heimatstadt Wien zurück, wo er einen Bodhidharma Zen-Orden gründete.
Seit 1980 besteht in Österreich eine Niederlassung des von Lama Anagarika Govinda gegründeten Ordens Arya Maitreya Mandala. Der Orden gehörte bis Januar 1989 der Österreichischen Buddhistischen Union und der Österreichischen Buddhistischen Religionsgesellschaft an und arbeitet seither eigenständig.
In den 1970er Jahren kamen Bestrebungen auf, in Österreich für den Buddhismus die staatliche Anerkennung als Religionsgemeinschaft zu erlangen. Die österreichische Kultusbehörde forderte 1978 ein – heute verschollenes – „Religionsbekenntnis“ und eine „Andachtsordnung“, 1982 ein Statut für den Dachverband und von zumindest 1000 Personen eine Absichtserklärung, im Fall einer staatlichen Anerkennung der buddhistischen Gemeinschaft beizutreten. Nach den langen Verzögerungen kam es zu einer Säumnisbeschwerde beim Verwaltungsgerichtshof.

### 1983–2000

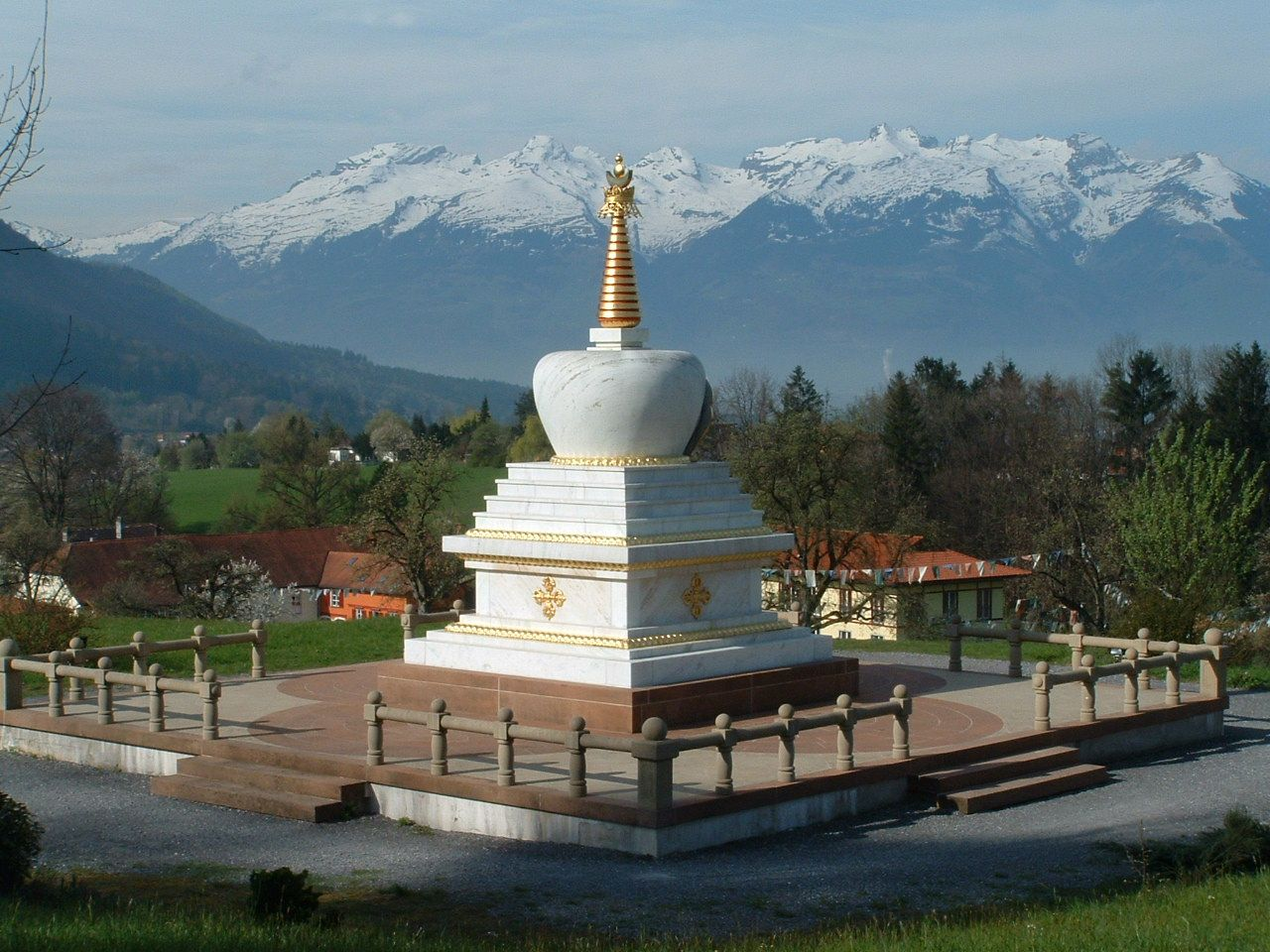
Der Letzehof, das buddhistische Kloster in Feldkirch

Im Februar 1983 wurde der Buddhismus staatlich anerkannt, was Religionsunterricht an öffentlichen Schulen und buddhistische Sendungen im ORF ermöglichte. Im gleichen Jahr weihten japanische Mönche die Friedenspagode Wien ein. Ebenfalls 1983 öffnete das Heinrich-Harrer-Museum in Hüttenberg, das auch Einblicke in den Buddhismus Tibets bietet. In Feldkirch entstand im selben Jahr mit dem Letzehof ein Gelug-Kloster, das wegen Konflikten um Shugden-Verehrung nicht der ÖBR beitrat.
Nach dem Tod Walter Karwaths wurde 1986 Genro Koudela zum Präsidenten der ÖBR. 1989 entstand das Haus der Stille in Dienten als Projekt des Zen-Mönchs Vanja Palmers und des Benediktiners David Steindl-Rast Es dient auch dem interreligiösen Dialog als Begegnungsstätte.

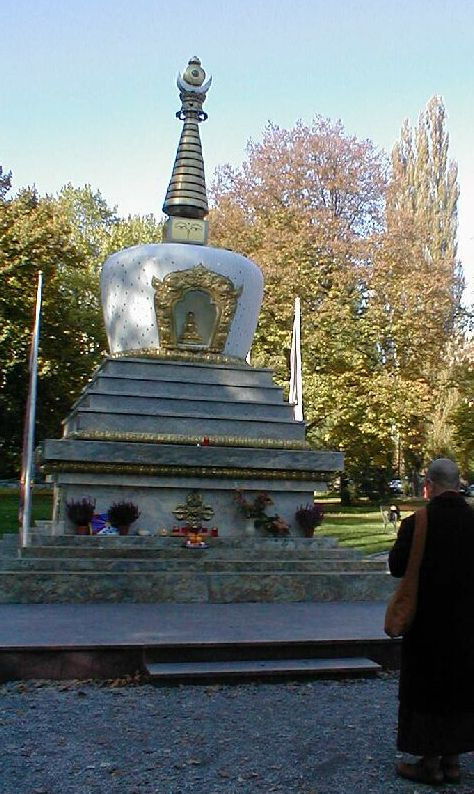
Friedens-Stupa Graz, Volksgarten

Zu Beginn der 1990er Jahre eröffnete in Kärnten ein Tempel des burmesischen Theravada und in Mödling ein Zentrum des japanischen Buddhismus. 1992 entstand ein österreichischer Zweig von Soka Gakkai, der 2001 der ÖBR beitrat. 1993 anerkannte die ÖBR das von Franz Ritter gegründete Naikan-Zentrum Neue Welt Institut in Lanzenkirchen als buddhistisches Institut. Der Jahreskongress der Europäischen Buddhistischen Union (EBU) mit Delegierten aus 10 europäischen Ländern fand auf Einladung der Buddhistischen Gemeinschaft Salzburg 1993 in Hallein statt.
Am 7. August 1994 weihte Kōshō Ōtani in Wien das Institut Komyoji ein, das sich auf einer philosophischen und kulturellen Ebene der Begegnung Europas mit dem Buddhismus und dem Konfuzianismus widmet. Das Institut, dessen Gründung von einer Reihe internationaler buddhistischer Persönlichkeiten wie Takamaro Shigaraki, Hisao Inagaki und Ruth Tabrah inhaltlich gefördert wurde, versteht sich als überkonfessionell, weshalb es nicht der ÖBR angehört. Das heute von Birgit Zotz geleitete Institut führt allerdings für die ÖBR Kurse im Rahmen der Ausbildung buddhistischer Religionslehrer durch.
1995 wurde die Hua Yen Schule der koreanischen Chogye-Tradition gegründet, und es eröffnete das Zentrum She Drup Ling in Graz unter dem Patronat des Dalai Lama. Dieser weihte am 12. Juni 1998 im Grazer Volkgarten den ersten Stupa auf öffentlichem Grund in Österreich ein. Im gleichen Jahr entstanden in Graz und Salzburg Zentren der Karma Kagyü. Am 11. November 1998 kam es zur Einweihung des Buddhistischen Zentrums Salzburg durch den Abt der An-Quang-Pagode Thich Minh Thanh und Su Cô Chân Không aus Plum Village.
Der buddhistische Religionsunterricht in Österreich an öffentlichen Schulen begann 1993 mit 3 Lehrern und etwa 25 Schülern. 1995 hielt der Dalai Lama in Graz eine Belehrung für die Schüler. Im Schuljahr 1999/2000 besuchten 130 Schüler bei acht Lehrern in sechs Bundesländern den Unterricht. Bis 2004 verdoppelte sich die Zahl der Lehrer und Schüler. An mehreren Schulen legten Schüler die mündliche Reifeprüfungen im Fach Buddhistische Religion ab. Über eine der wenigen Gruppen mit buddhistischem Religionsunterricht in Wien berichtete 2009 der Standard und vermittelte den Eindruck eines lockeren Unterrichts. In der einzigen Oberstufengruppe nahmen von 25 angemeldeten Schülern etwa 10 tatsächlich teil.

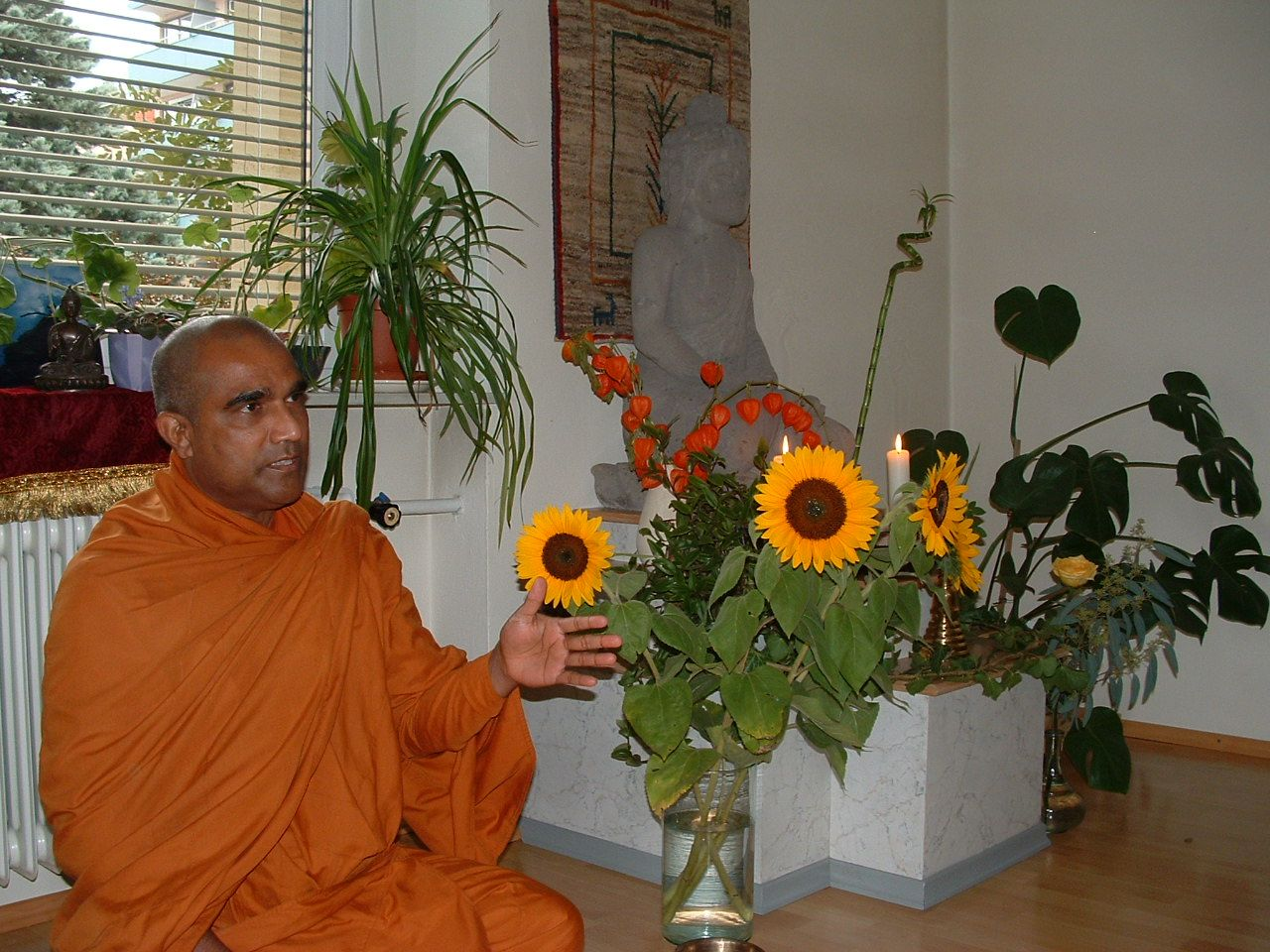
Bhante Seelawansa Mahathero

Seit 2001 wird in Österreich die Religionszugehörigkeit nicht mehr amtlich erfasst. Daher obliegt es den Religionsgemeinschaften, ob sie die Zahl ihrer Mitglieder veröffentlichen. Über den Buddhismus liegen seither nur Schätzungen vor. Die buddhistische Religionsgemeinschaft ist von Aufspaltungstendenzen wegen der politischen Lage oder Spannungen in den Herkunftsländern bedroht. Die im Kontext der Tibet-Frage politische Problematik doppelter Linienhalter führte dazu, dass zum Beispiel die tibetische Karma-Kagyü-Schule mit mehreren Gemeinschaften in der ÖBR vertreten ist.
Es gibt zudem buddhistische Gruppen, die keine Mitglieder der ÖBR sind.
Heute nimmt der Buddhismus in Österreich keine sonderlich prominente Stellung ein, allein aufgrund der geringen Mitgliederzahl und der durchwegs positiven Rezeption des Buddhismus im Allgemeinen.
Einzig der religiös konnotierte Konflikt um Tibet und China findet auch in Österreich gewisse breitere Aufmerksamkeit.
Der christlich-buddhistische interreligiöse Dialog ist – von prinzipiellen theologischen Betrachtungen abgesehen – von geringer Bedeutung,
im Dialog der Religionen insgesamt spielt der Buddhismus eine angesehene Rolle.
Mit etwa 10.000 Besuchern war die vom 14. Dalai Lama, Tendzin Gyatsho, geleitete Kalachakra-Zeremonie in Graz im Herbst 2002 sicherlich die bis dahin größte und bestrezipierte buddhistische Veranstaltung in Österreich.
Auf Genro Koudela Oshō folgte 2001 bis 2006 der Wiener Arzt Peter Riedl als Präsident der Österreichischen Buddhistischen Religionsgesellschaft, der auch Herausgeber der Zeitschrift Ursache & Wirkung ist, die im gesamten deutschen Sprachraum verbreitet ist. Heute ist Gerhard Weißgrab Präsident.
Heute gibt es eine wachsende Zahl von österreichischen Männern und Frauen, die größtenteils in Klöstern der buddhistischen Ursprungsländer eine langjährige Ausbildung zu vollordinierten Nonnen und Mönchen absolvieren. Genro Koudela Osho, der Leiter des Bodhidharma Zendo in Wien, der auch viele Jahre Präsident der Österreichischen Buddhistischen Religionsgesellschaft war, war ein Mönch und Priester der japanischen Rinzai-Zen Tradition.
Neben weiteren voll ordinierten Mönchen, die gebürtige Österreicher sind, wie dem Jampa Lungtok, der Leiter des Letzehof ist, gibt es eine Anzahl von gut ausgebildeten Dharmalehrerinnen und -lehrern, von denen einige auch über längere Zeit die Robe in asiatischen Ländern getragen hatten. Derzeit leben auch eine Reihe von Mönchen und Nonnen aus asiatischen Ländern (China, Japan, Korea, Sri Lanka, Thailand) in Österreich, um hier über kürzere oder längere Zeiträume die entsprechenden Gruppen und Zentren einer spezifischen buddhistischen Schultradition anzuleiten und zu unterstützen.
Hier ist insbesondere der Leiter des Dhamma Zentrums Nyanaponika, Bhante Seelawansa Mahathero zu nennen, der seit den 1980er Jahren in Wien tätig ist und den Theravada-Buddhismus sri-lankischer Prägung repräsentiert. Er ist auch der Leiter der Theravada Schule in Wien und Salzburg. Er war Initiator eines sehr gut besuchten viersemestrigen Buddhismus-Lehrgangs an der Universität Wien von Herbst 2003 bis Frühsommer 2005. Seit 2002 unterhält die Thailändische Gemeinde mit 4.400 Einwohnern in ganz Österreich zu den größten buddhistischen Gemeinden und betreut seitdem vier Tempel, die als Wat (Kloster) bezeichnet werden. Weiters leben auch eine Reihe österreichischer Mönche, Nonnen und engagierte Laien in Klöstern und Meditationszentren Asiens.
2004 wurde Rangjung Yeshe Gomde in Scharnstein, Oberösterreich, als ein internationales Zentrum für Praxis und Studium des tibetischen Buddhismus errichtet. Im Mai 2005 wurde nach mehrjähriger Planungs- und Bauzeit der Buddhistische Friedhof am Wiener Zentralfriedhof eingeweiht. Im Oktober 2006 wurden die Leitungsgremien der ÖBR (Österreichische Buddhistische Religionsgesellschaft), das Präsidium und die Buddhistische Gemeinde Österreich, neu gewählt. Derzeitiger Präsident der ÖBR ist Gerhard Weißgrab. Auf seine Initiative geht auch die Schaffung eines landesweiten Netzwerks von Repräsentanten der ÖBR zurück, wodurch der österreichische Buddhismus auch in den Regionen Gesicht und Stimme erhält. So fand auch die Feier zum dreißigjährigen Bestehen des organisierten Buddhismus in Salzburg im Mai 2007 große lokale Beachtung.

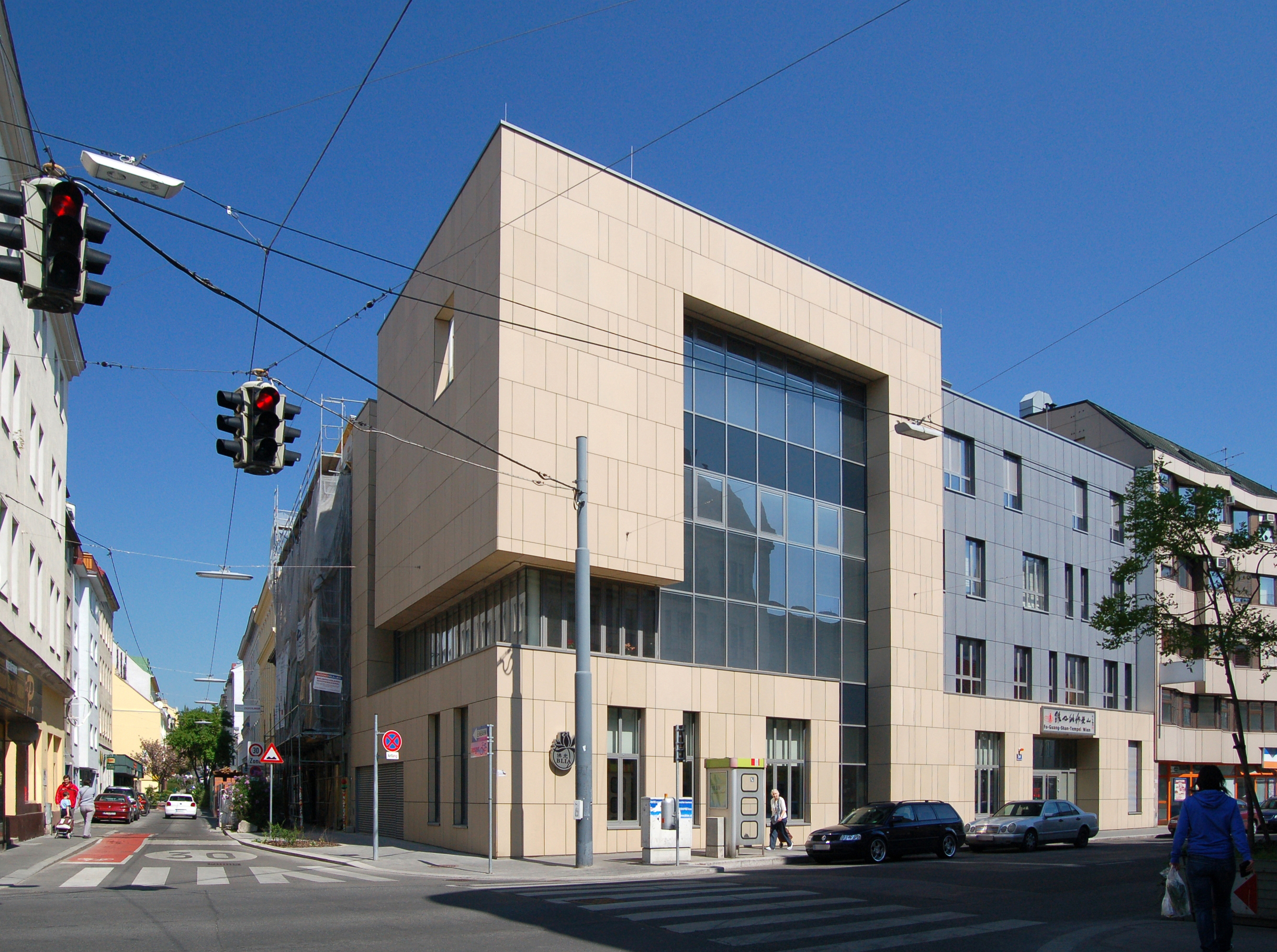
Fo-Guang-Shan-Tempel Wien-Rudolfsheim (15.), 2010 – ein Beispiel moderner buddhistischer Architektur

Am 23. Februar 2008 fand an der Universität in Wien eine Feier zum 25. Jahrestag der staatlichen Anerkennung des Buddhismus in Österreich statt. Ein weiteres wichtiges Ereignis des Jahres war die Eröffnung des IIHTS – Internationalen Instituts für Höhere Tibetische Studien (Tibetzentrum Hüttenberg) in Kärnten, womit Österreich auch über eine wissenschaftliche Einrichtung zum Buddhismus verfügt.

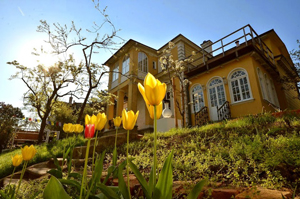
Palpung Europe, Europäischer Sitz der Palpung-Kongregation

2009 erwarb Palpung Yeshe Chökhor Ling Europe, kurz Palpung Europe, der Europäische Sitz der Palpung-Kongregation Chamgon Dorje Chang Kenting Tai Situ Rinpoches ihr neues Domizil in Purkersdorf, um der Menschheit und allen fühlenden Wesen zu dienen und Harmonie und Frieden in die Welt zu bringen.
Er wurde von Chöje Lama Palmo etabliert und steht unter ihrer Leitung mit Segen S. H. Dalai Lama und Seiner Heiligkeit Gyalwa Karmapa Orgyen Trinley Dorje, beide 2006. In Palpung Europe werden buddhistische Philosophie, sowie die gesamte spirituelle Bandbreite der Karma Kagyu Tradition in einer Kombination aus Wissenschaftlichem und dessen spiritueller, wie auch praktischer Anwendung gelehrt.

### Ab 2010
Im Mai 2012 besuchte der 14. Dalai Lama in einer neuntägigen Reise Klagenfurt, Salzburg und Wien. Die Veranstaltungen zogen 30.000 Besucher an, weitere 15.000 Menschen verfolgten diese via Live-Stream. Mehr als 330 akkreditierte Journalisten aus 17 Nationen berichteten von diesem Besuch. Bei diesem Anlass wurde auch beim Harrermuseum ein tibetischer Gebetsraum von seiner Heiligkeit persönlich eingeweiht. In Wien-Liesing wurde der bhutanisch-buddhistische Druk-Yul-Park errichtet.
Trotz der inzwischen langjährigen Tradition des Buddhismus in Österreich ist – wie bei den Minarettstreiten – der Bau sakraler Stätten noch immer oft umstritten.
Im Februar 2012 wurde der Bau einer Stupa in Gföhl (Niederösterreich) bei einer Volksbefragung mit etwa zwei Drittel der abgegebenen Stimmen abgelehnt. Die Lotos-Lindmayer-Privatstiftung, die die Stupa errichten wollte, akzeptierte die Entscheidung, klagte aber über „geschürten Hass“ seitens der Stupa-Gegner.
Im Mai 2013 wurde der erste buddhistische Tempel von Innsbruck eröffnet, damit gibt es drei buddhistische Tempel in Tirol, diese Eröffnung verlief ohne Zwischenfälle.
Der Bau der Stupa Linz  am  Freinberg (Einweihung August 2013) war aber ebenfalls von politischen Diskussionen begleitet. Die buddhistische Stupa am Wagram, ein Friedensdenkmal und Meditationshaus in Form eines Stupa, wurde 2019 auf der Geländestufe des Wagram in der Marktgemeinde Grafenwörth in Niederösterreich erbaut.

### Thailändische Tempel (Theravada-Buddhismus) in Österreich
- Buddhadham Tempel in Graz
- Wat Saengthampathip in Klagenfurt
- Thai Temple Thamwisutthi Innsbruck in Rum (Tirol)
- Thai-Austria Dhammaram Tempel in Wien